# Hexamin
A hexamin (E239) (más néven hexametilén-tetramin, urotropin vagy meténamin) egy fehér színű, kellemetlen szagú, kristályos, szilárd, nitrogéntartalmú heterociklusos szerves vegyület.
Két fő felhasználási területe van: antibiotikumként és tüzelőanyagként.

## Előállítása
Szintézise ammóniából és formaldehidből történik a gázok vagy oldatok elegyítésével.

A hexamin szintézise

## Egészségügyi és élelmiszeripari felhasználása
A húgyvezeték fertőzésének elkerülésére használják. A vizelet savas kémhatása következtében formaldehiddé alakul, mely hatásosan gátolja a baktériumok és gombák okozta fertőzések kialakulását.
Az élelmiszeriparban tartósítószerként alkalmazzák, mert meggátolja a gombák elszaporodását. Előfordulhat kaviárban, egyes sajtokban, és halkonzervekben, halételekben.
A bőrön keresztül is felszívódhat, egyes embereknél allergiás reakciókat válthat ki. Nagy mennyiségben mellékhatás előfordulhat, azonban az élelmiszerekben jellegzetes mellékíze miatt sosem fordul elő nagy koncentrációban.

## Egyéb felhasználási területei
Az 1,3,5-trioxánnal együtt alkalmazva a katonaság és a kempingezők által kedvelt fűtőanyagot ad: füst nélkül ég, magas az égéshője, égés közben nem olvad el, és nem marad utána hamu.
A gumi- és textilgyártás során, festékek és lakkok előállításánál, a fénykép-technológiában, korrózió-gátlóként, fehérjék módosításánál, hajlakkoknál egyaránt alkalmazzák.
Komplexometriás titrálásoknál savas kémhatást (pH≈5) beállító puffer.
Az iparban, fémöntésnél a héjformázás egyik alapanyaga.